# Kościół Narodzenia Najświętszej Maryi Panny w Brzezinkach
Kościół Narodzenia Najświętszej Maryi Panny – zabytkowy, drewniany kościół, o konstrukcji zrębowej w Brzezinkach, należący do parafii NMP Niepokalanie Poczętej w Wołczynie, dekanatu wołczyńskiego w diecezji kaliskiej. Dawniej był to kościół ewangelicki, obecnie jest świątynią katolicką.

## Historia
Drewniany kościół w Brzezinkach istniał już w średniowieczu. Pierwsza wzmianka, z 1527 roku, mówi o kościele należącym do protestantów. Obecny wygląd kościoła pochodzi z 1550 roku, w 1693 roku został on rozbudowany.

## Architektura i wnętrze kościoła
Kościół posiada prezbiterium zamknięte trójbocznie, przy którym od północy znajduje się prostokątna zakrystia. Kształt nawy głównej zbliżony jest do kwadratu, przedłużony chórem muzycznym. Kruchta zajmuje południowo-zachodnią część kościoła. Wnętrze kościoła nakryte jest stropem wzdłużnym. W części nawy znajdują się dwa stragarze wsparte na profilowanych słupach, stanowiących podstawę wieży. Chór muzyczny, wsparty na trzech słupach, przedłużony jest emporami wzdłuż ścian nawy i prezbiterium. Parapet chóru muzycznego wybrzuszony jest w części środkowej. Okna kościoła są zamknięte łukiem spłaszczonym. Na zewnątrz ściany są nieszalowane z wyjątkiem zakrystii, która obita jest gontem. Szczyt zachodni kościoła również jest szalowany, ponad nim znajduje się kwadratowa wieżyczka o pionowych ścianach. Dachy siodłowe świątyni o trzech kalenicach, natomiast dach prezbiterium przechodzi nad zakrystię. Nad kruchtami dach jest typu siodłowego z zadaszeniem w szczytach. Wieża zwieńczona jest wysmukłym hełmem namiotowym ze ściętymi narożnikami i wklęsłymi połaciami. Przy nawie zachowane są częściowo drewniane rynny. W wejściu pod wieżą i w kruchcie znajdują się drzwi klepkowe ze starymi okuciami. Drzwi na chór muzyczny i do zakrystii umieszczono stare zamki, z których pierwszy jest grawerowany, datowany na koniec XVII wieku. Wewnątrz kościoła zachowała się polichromia ornamentalna: 
- w prezbiterium dekoracja pochodzi z 1693 roku, jest o motywach kasetonowych z prymitywnymi rozetami,
- na ścianach pod stropem znajduje się fryz dekoracyjny o motywach festonowych,
- na ścianach prezbiterium i nawy, na stropie nawy, na stropie zakrystii, na belce tęczowej oraz w kruchcie widać dekorację o motywach roślinnych, wykonaną w 1776 roku przez Michała Głomba, miejscowego organistę.
- empory pokryte zostały polichromią imitującą marmoryzację.

Nad chórem muzycznym zbudowano kartusz z podpisem malarza i datą. Drzwi do zakrystii mają dekorację imitującą okucie skośną kratą. Na chórze muzycznym znajduje się malowana skrzynia na miechy organowe. Ołtarz główny w stylu barokowym pochodzi z II połowy XVII wieku i został przeniesiony do kościoła w 1847 roku. Odnowiono go w 1891 roku. Posiada dekorację snycerską z rzeźbami czterech aniołów i insygniami Męki Pańskiej oraz Chrystusem Zmartwychwstałym i trąbiącymi aniołami. W predelii znajduje się płaskorzeźba Ostatniej Wieczerzy. Rzeźbiony tryptyk gotycki z I połowy XV wieku, w części środkowej przedstawia św. Dorotę, Barbarę i Katarzynę, na skrzydłach świętego Piotra i św. Pawła. Ambona jest późnorenesansowa z I połowy XVII wieku. Ławy pochodzą z XVIII wieku.

## Rzeźby
- krucyfiks gotycki z I połowy XV wieku,
- barokowa rzeźba św. Jana, pochodząca z XVIII wieku,
- barokowa rzeźba św. Jana Nepomucena,
- rzeźba anioła chrzcielnego z przełomu XVIII/XIX wieku.

## Ołtarz główny
Na poddaszu kościoła i pod wieżą znajdują się fragmenty barokowego ołtarza z II połowy XVII wieku. Konfesjonał pochodzi z przełomu XVIII/XIX wieku. Na wyposażeniu ołtarza znajdują się:
- kielich klasycystyczny z około 1800 roku,
- puszka cynowa zapewne z XVIII wieku,
- dzbanek cynowy z XVIII/XIX wieku,
- krzyż ołtarzowy cynowy z XVIII/XIX wieku
- taca cynowa ufundowana przez Zuzannę Rosch z połowy XIX wieku
- sześć lichtarzy cynowych z XVIII/XIX wieku oraz

trzy mosiężne sześcioramienne pająki: 
- rokokowy,
- z 1772 roku ufundowany przez Karola Pietruskiego,
- klasycystyczny ufundowany przez Andrzeja, Ewę i Marię Delligów.

## Otoczenie kościoła
W dzwonnicy zamontowano dzwon odlany w 1819 roku przez Jerzego Beniamina Kriegera z Wrocławia. 
W otoczeniu kościoła częściowo zachowało się drewniane ogrodzenie nakryte daszkiem siodłowym, gontowym. W nim znajdują się dwie bramki:
- jedna od zachodu, wzniesiona w 1753 roku przez Michała Bienaka z Nagodowic,
- druga od wschodu, zbudowana w 1751 (lub 1754) roku z fundacji Jana Pietruskiego sołtysa i Jana Koisza z Wołczyna, przez cieślę Michała Bienaka (Bieńka) z Nagodowic (zachował się oryginalny napis na belce: Dał budować Johan Pietrusky Scholtz, Johan Koisz s Wołczyna Anno 1751. Michał Bienak z Nagodowic[3]).

## Galeria

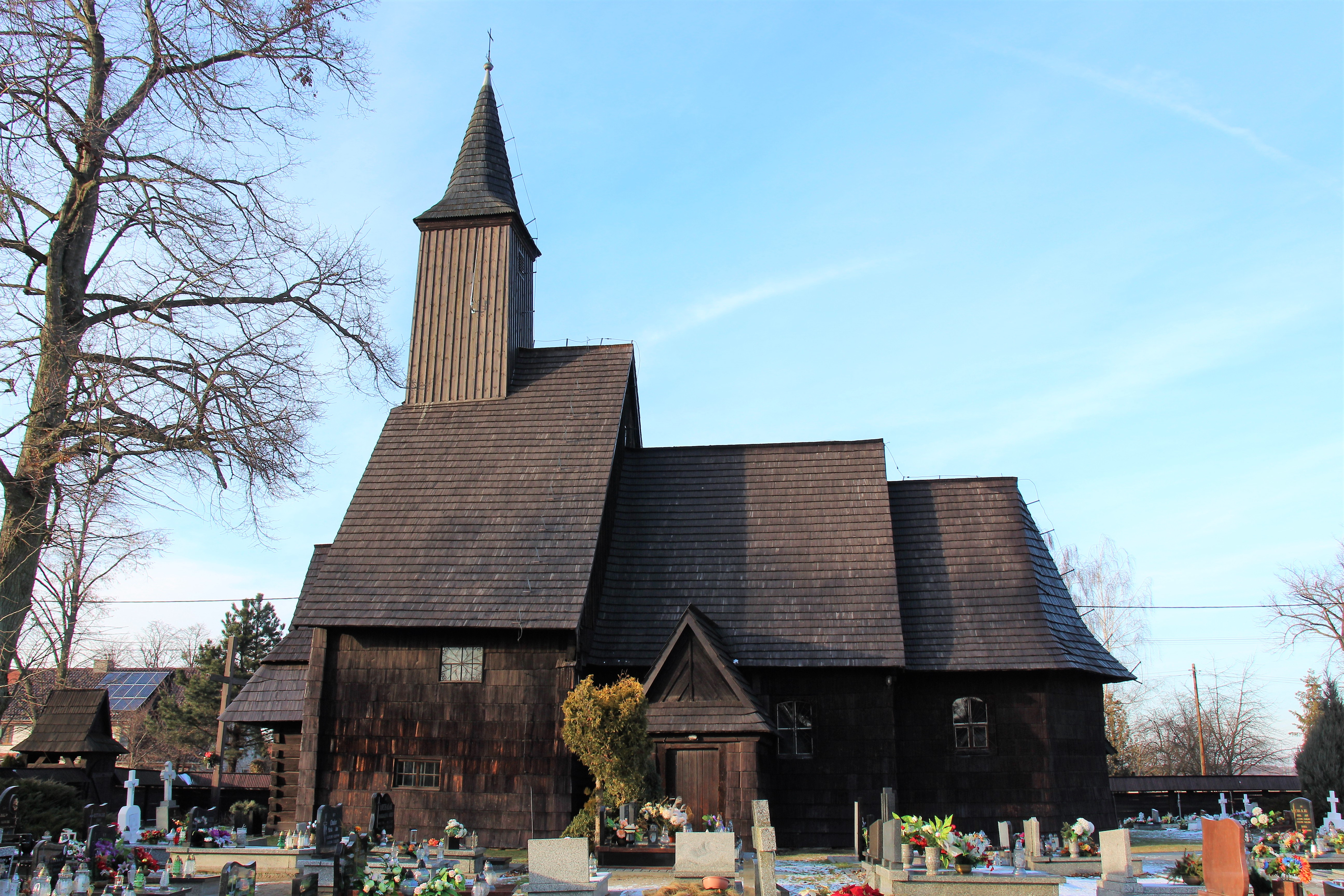
Elewacja boczna i cmentarz
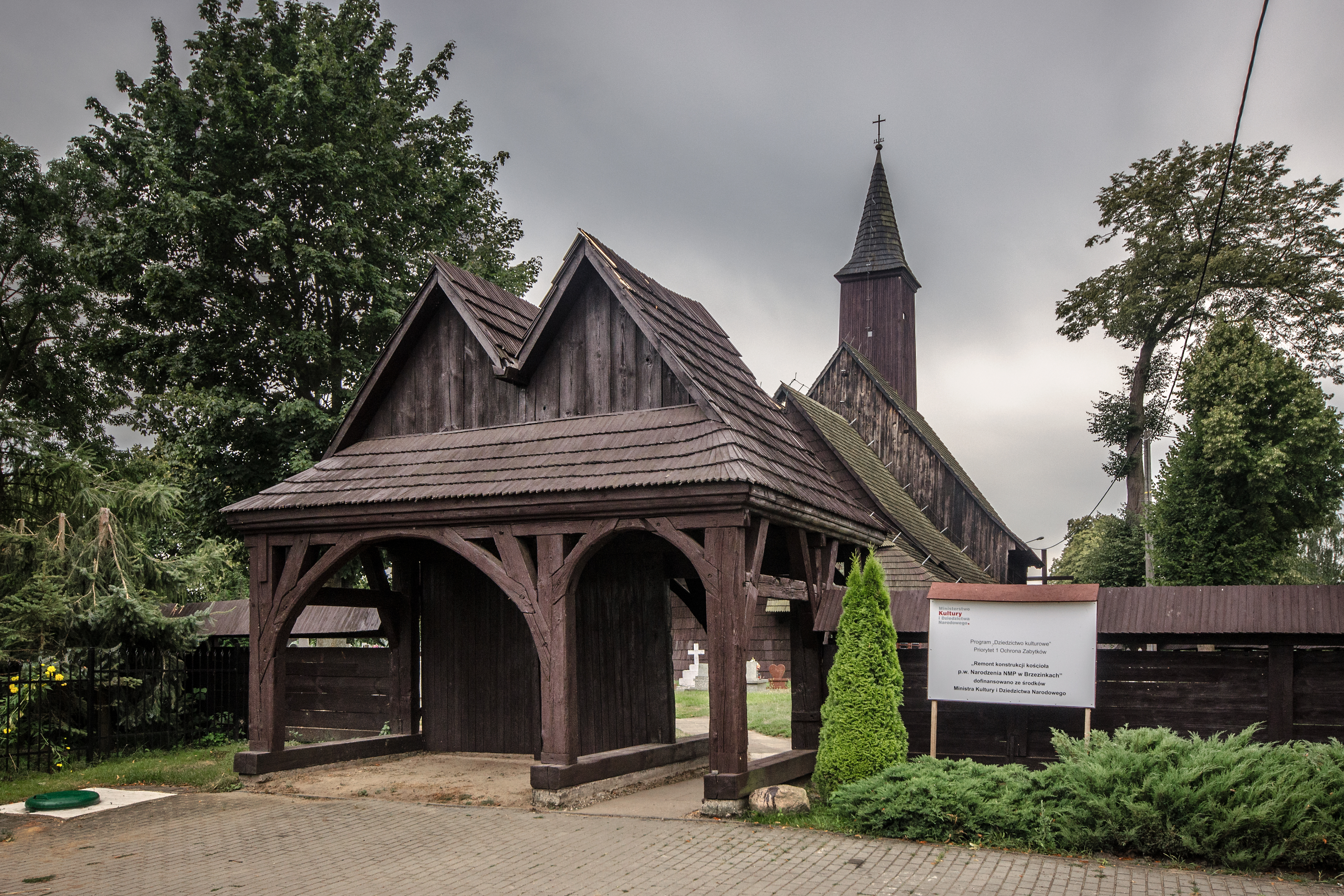
Brama
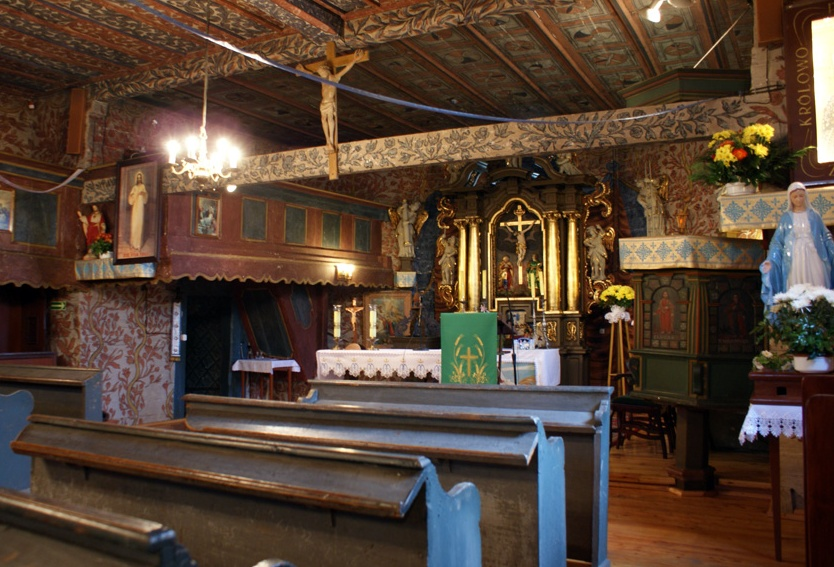
Wnętrze i ołtarz
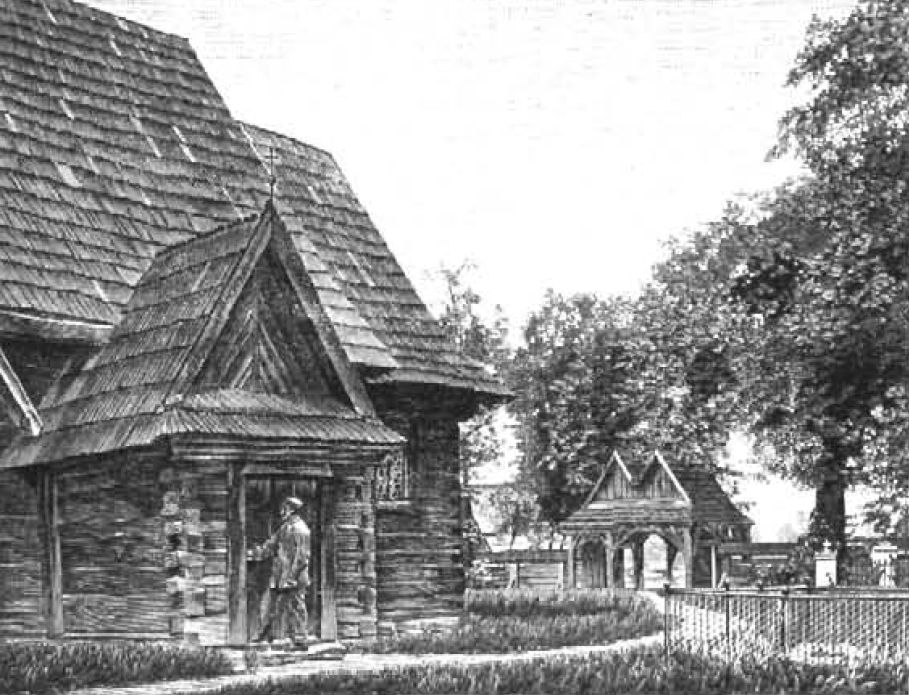
Widok z XIX wieku